# 库克船长小屋
库克船长小屋（英語：Cooks' Cottage） 位于澳大利亚墨尔本斐兹洛伊花园。1755年，船长詹姆斯·库克（James Cook）的父母，詹姆斯（James Cook）和格雷斯·库克（Grace Cook），在英格兰北约克郡的大艾顿村（Great Ayton）建造了这座小屋， 1934年，拉塞尔·格里姆瓦德（Russell Grimwade）爵士将其运到了墨尔本。 历史学家们猜测，著名的航海家詹姆斯·库克是否曾住在这所房子里，但几乎可以肯定的是，他曾在这所房子里拜访过他的父母。
小屋内有数百年的古董，风格与18世纪相似，义工导游的衣服也是如此。

## 历史
1933年，这座小屋的主人决定将其出售，但出售条件是该建筑留在英格兰。她被说服将“英格兰”改为“大英帝国”，并接受了拉塞尔·格里姆瓦德的出价800英镑，而当地出价最高的是300英镑。
库克船长小屋被一块砖一块砖地拆开，装进253箱40桶，从赫尔运到“达尼丁港”号上。当这座房子在墨尔本重建时，装饰这座房子的常春藤枝条也被采摘并种植在那里。1934年10月定居墨尔本100周年纪念时，著名的商人和慈善家格里姆·瓦德（Grimwade）将这所房子捐赠给了维多利亚州人民。
库克船长小屋立即成为一个受欢迎的旅游景点。1978年，对这座小屋进行了进一步的修复工作。这座房子周围建了一座英式的村舍花园。房子里的物品很少是库克家族的，但都是当时具有代表性的家具。

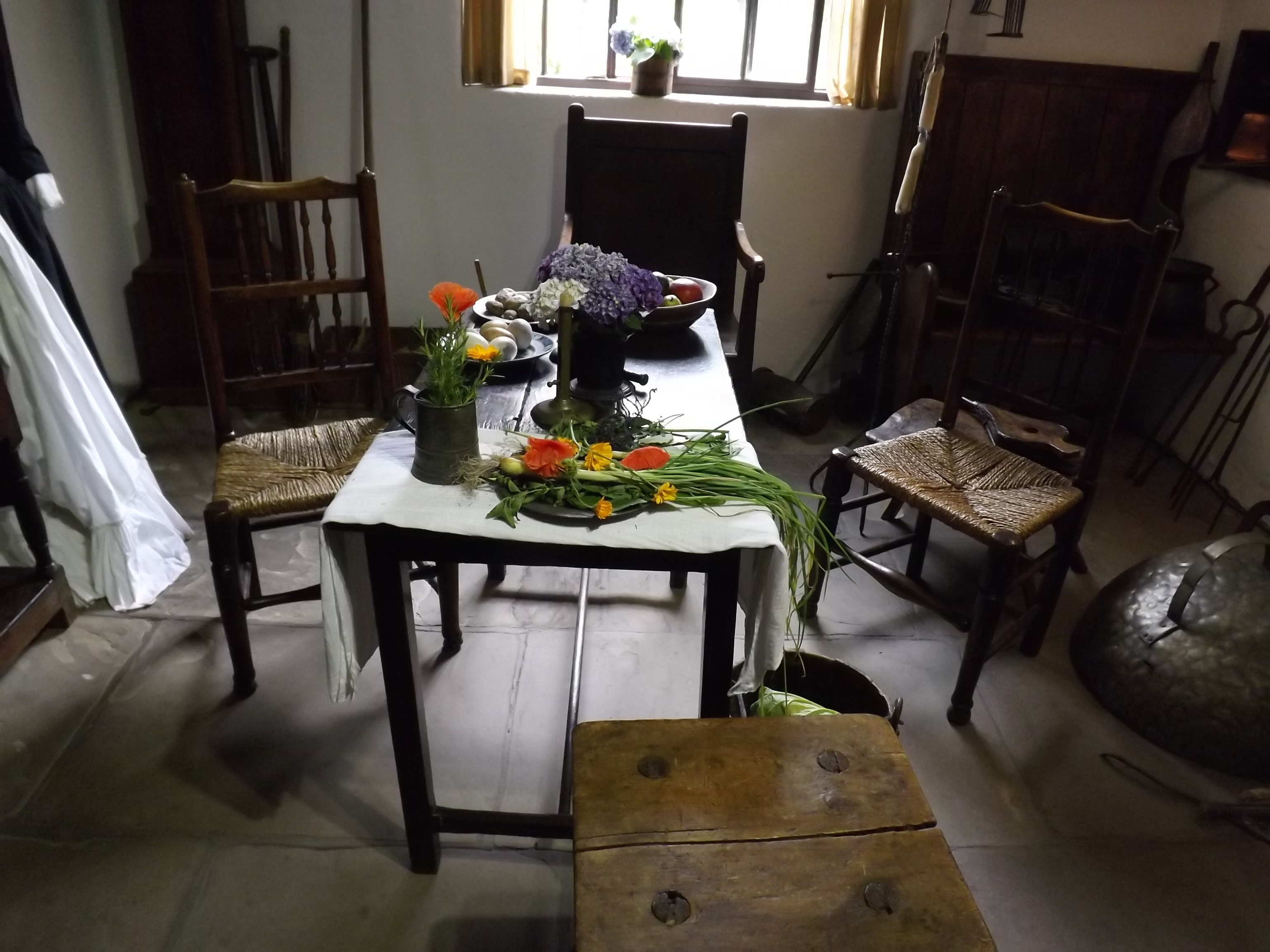
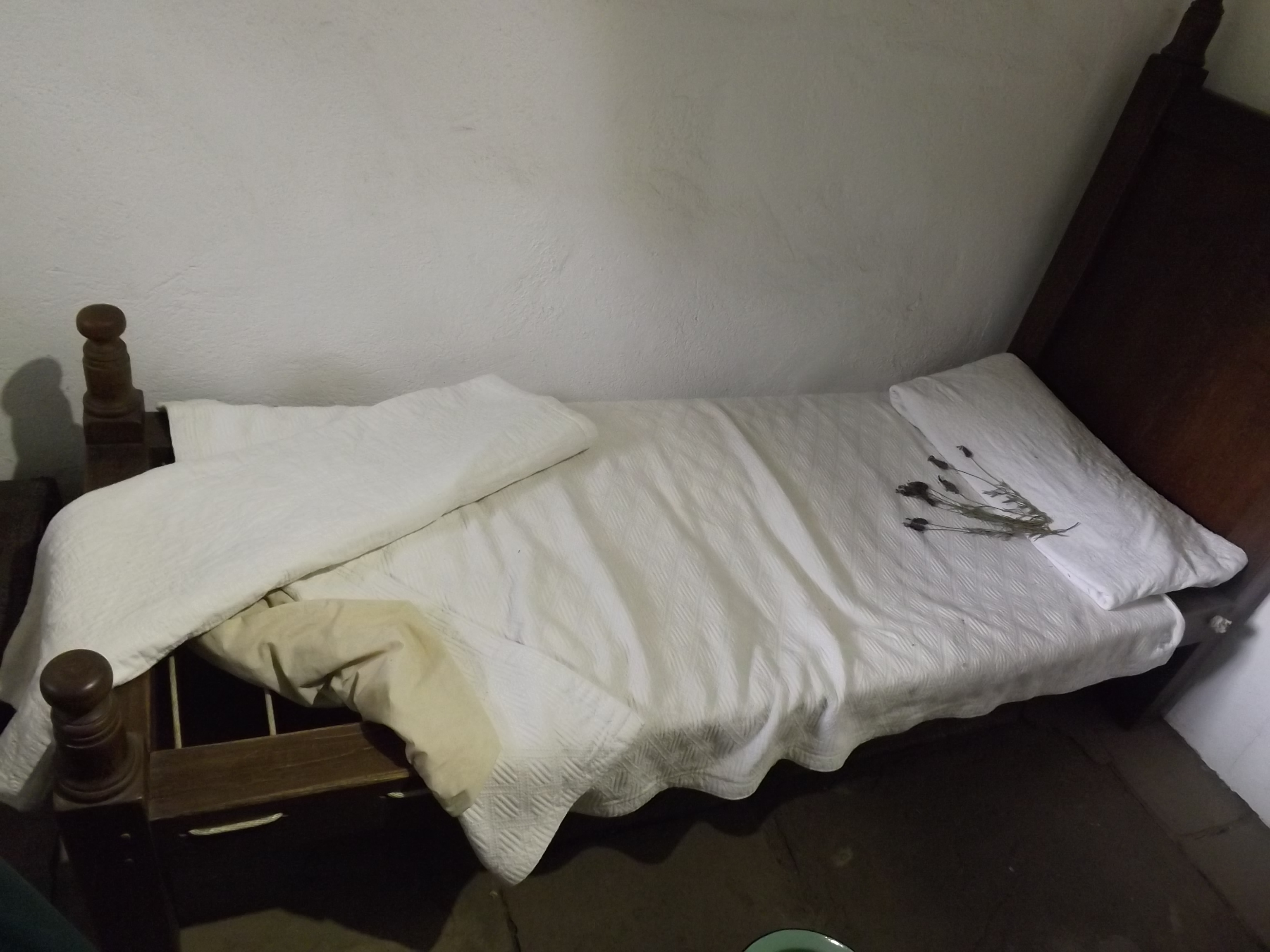
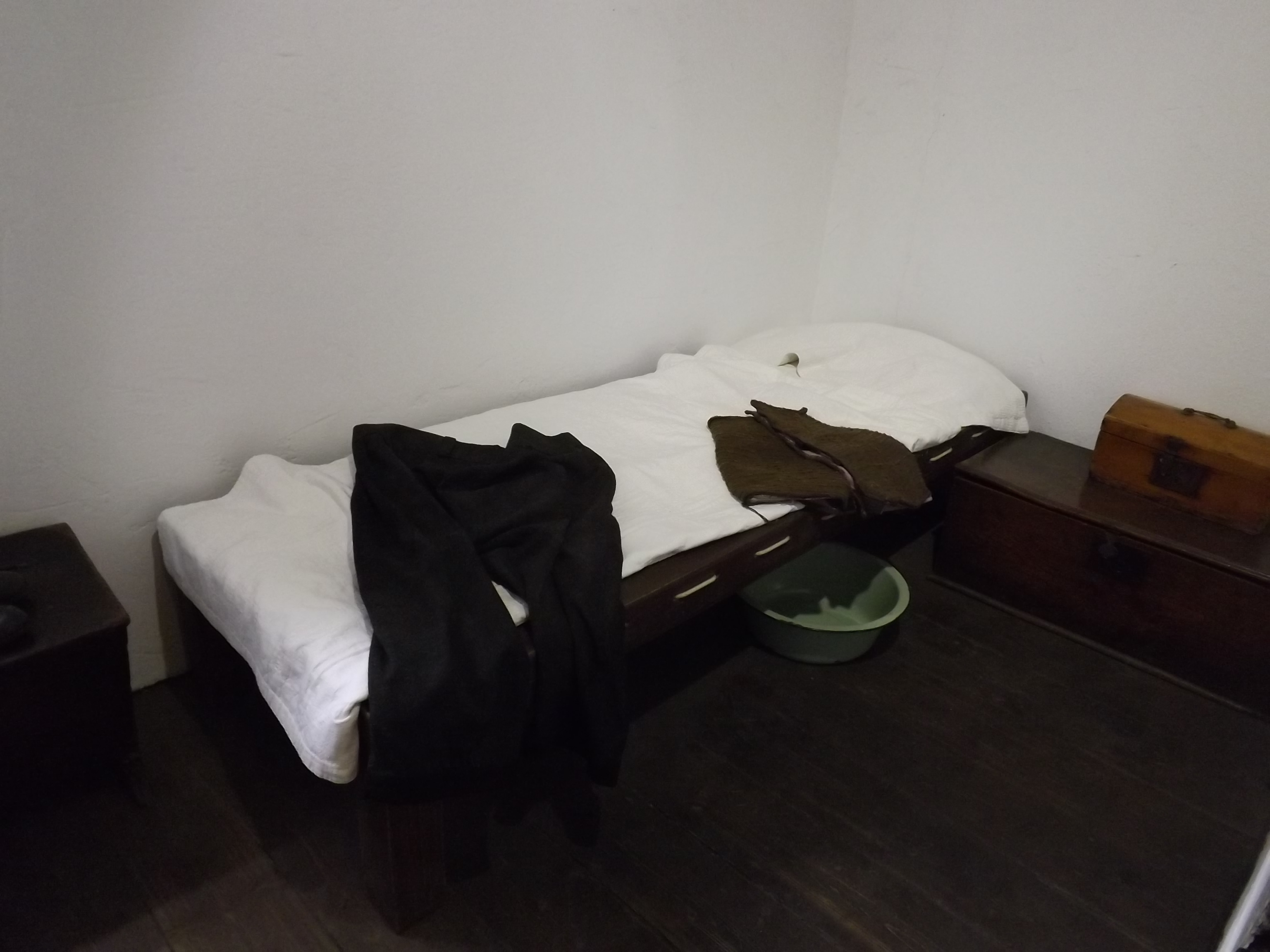
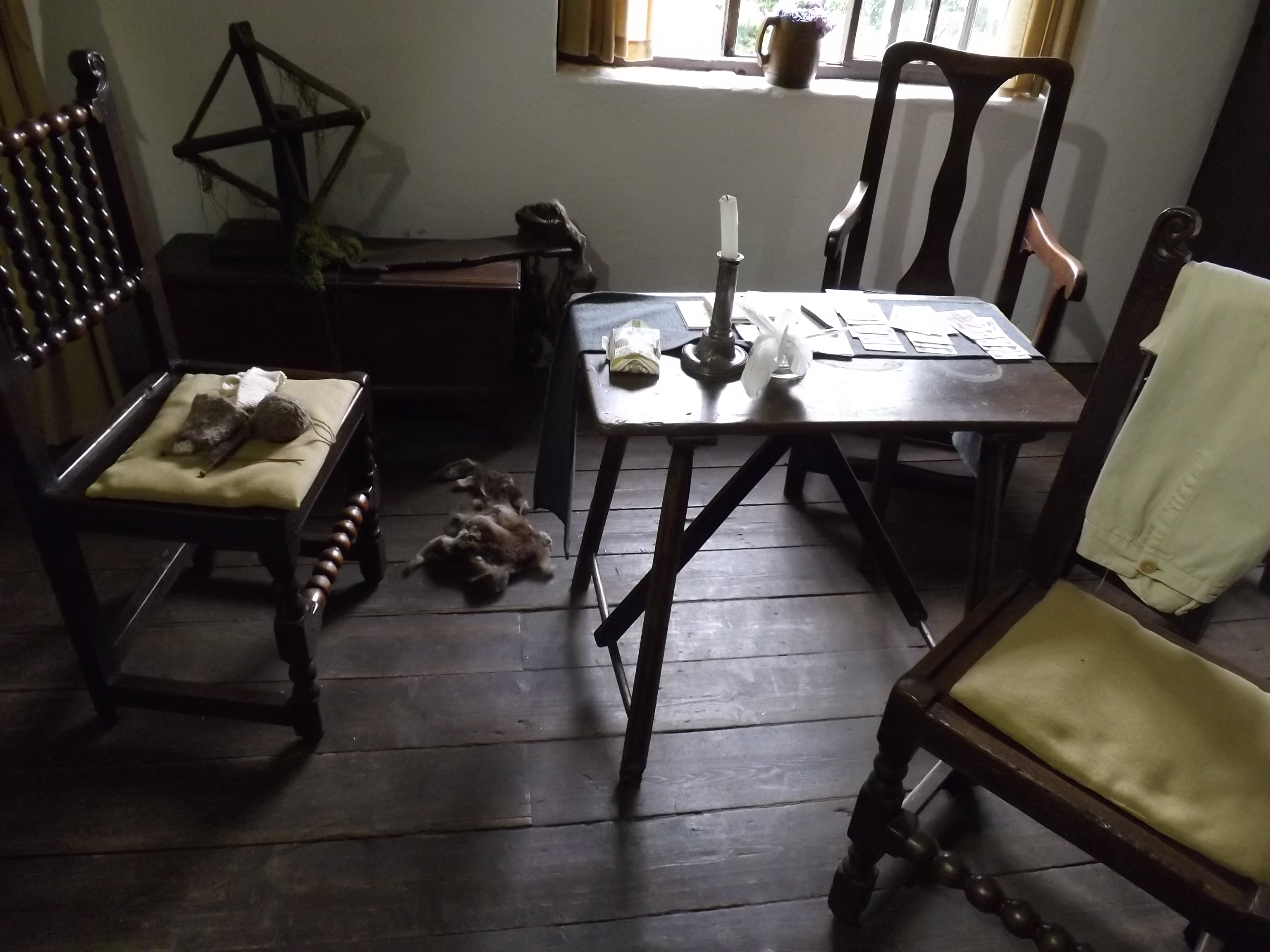